# Sonderkommando 10a
Sonderkommando 10a – oddział specjalny SS na froncie wschodnim podczas II wojny światowej
Oddział został utworzony krótko przed atakiem wojsk niemieckich na ZSRR 22 czerwca 1941 r. Liczył ok. 200 ludzi. Wszedł w skład Einsatzgruppe D. Na jego czele stanął SS-Obersturmbannführer Heinz Seetzen. Zadaniem Sonderkommando było prowadzenie "działań oczyszczających" na okupowanych terenach ZSRR, czyli mordowanie Żydów, ludności cywilnej, czy jeńców wojennych, a zwłaszcza komisarzy politycznych. W lipcu tego roku oddział przybył na okupowane tereny południowej Ukrainy. We wsi Belcy członkowie Sonderkommando zabili 45 mieszkańców, w tym członków żydowskiej rady starszych. W sierpniu oddział działał na obszarze położonym między rzekami Bug i Dniestr. Dowództwo objął SS-Sturmbannführer Kurt Christmann. We wrześniu przeniesiono go do Taganrogu. Operował w rejonie Mariupolu. Następnie działał w okolicach Rostowa nad Donem, zaś od pocz. sierpnia 1942 r. Krasnodaru. W okolicznych miejscowościach utworzono szereg karnych grup podporządkowanych Sonderkommando. Na pocz. 1943 r. w związku z odwrotem wojsk niemieckich oddział powrócił na krótko na Krym, po czym został przeniesiony do Mozyrza. Tam przemianowano go na Kompanię Kaukaską. Latem 1943 r. przybyła ona do Lublina, gdzie w lipcu rozwiązano ją. W skład Sonderkommando wchodzili też radzieccy kolaboranci, jak Alois K. Weichs, Walentin M. Skripkin, Michaił T. Jeskow, Andriej U. Suchow, Walerian D. Surguładze, Nikołaj P. Żiruchin, Jemielian A. Bugłak, Uruzbek T. Dzampajew, Nikołaj S. Psariew.